# USS Helena (CL-50)
USS „Helena” (CL-50) – lekki krążownik typu St. Louis, zbudowany dla US Navy w późnych latach 30. XX wieku. Okręt był dziewiątym i ostatnim tej serii.

## Budowa
Typ St. Louis był pierwszym nowoczesnym krążownikiem lekkim zbudowanym przez Marynarkę Wojenną Stanów Zjednoczonych zgodnie z ograniczeniami nałożonymi przez traktat londyński. Krążowniki te miały być odpowiedzią na japońskie krążowniki typu Mogami, co było głównym powodem wyposażenie ich w tak dużą liczbę dział artylerii głównej. Krążownik ukończono i oddano do służby 18 września 1939 roku.

## Służba
„Helena” większość swojej służby w trakcie pokoju spędziła na przeprowadzaniu ćwiczeń. Podczas prób morskich zrobione zostało zdjęcie niemieckiego pancernika kieszonkowego „Admiral Graf Spee”, zatopionego 17 grudnia 1939 roku u wybrzeży Urugwaju. 7 grudnia 1941 roku, w dniu ataku na Pearl Harbor, „Helena” została trafiona torpedą, efektem czego na początku roku 1942 trafiła do remontu; CL-50 przeszła wtedy również modernizację.
Po powrocie do służby Helenę przydzielono do sił biorących udział w walkach na południowym Oceanie Spokojnym, a konkretniej kampanii na Guadalcanal. Tam też, w październiku i listopadzie 1942 roku, po raz pierwszy wzięła udział w bitwie nocnej. Pierwsza z nich, bitwa koło przylądka Ésperance, zakończyła się porażką sił japońskich. Wynik drugiej z nich, I bitwy pod Guadalcanal, stoczonej we wczesnych godzinach 13 listopada, wyglądał podobnie. W tej samej potyczce Helena zatopiła niszczyciel oraz uszkodziła kilka innych jednostek, w tym niszcząc nadbudówkę pancernika „Hiei” wystrzeliwując w niego 200 pocisków swojej artylerii głównej na minutę, sama wychodząc z rejonu działań niemal bez uszkodzeń. W trakcie swojej kariery na południowym Pacyfiku CL-50 eskortowała również konwoje zaopatrzeniowe przeznaczone, dla walczących na Guadalcanal, Marines. Ostrzeliwała również japońskie pozycje na wyspie oraz innych miejscach archipelagu Wysp Salomona.
Po amerykańskim zwycięstwie na Guadalcanal, w 1943 roku, siły alianckie rozpoczęły przygotowywania do szeroko zakrojonych operacji desantowych. Ich pierwszym celem była Nowa Georgia. W połowie 1943 roku Helena wzięła udział w serii bombardowań mających przygotować wyspę do amerykańskiego lądowania. Punktem kulminacyjnym kariery okrętu była bitwa w zatoce Kula, która miała miejsce 5 lipca. Następnej nocy, podczas próby przechwycenia zgrupowania japońskich niszczycieli mających za zadanie dostarczyć żołnierzy na wyspę, USS „Helena” została trafiona trzema torpedami i zatonęła. Za swoje zasługi, Helena otrzymała (jako pierwsza jednostka w historii) odznaczenie Navy Unit Commendation oraz Asiatic–Pacific Campaign Medal z 7 gwiazdkami. Wrak krążownika został odnaleziony w 2018 roku przez Paula Allena.